# Bezdany
Bezdany (lit. Bezdonys) – miasteczko na Litwie na północny wschód od Wilna w rejonie wileńskim, siedziba gminy Bezdany.
Posiadłość została przekazana w 1518 roku przez króla Zygmunta I. Ulrychowi Hosse, ówczesnemu burmistrzowi Wilna. Od 1774 własność Łopacińskich z odnogi saryjskiej: Mikołaja Tadeusza do 1778, Tomasza Ignacego do 1817, Józefa Mikołaja do 1857 i Ignacego Dominika aż do sprzedaży majątku Goldsztejnowi przed 1882.
26 września 1908 na stacji kolejowej Bezdany grupa Organizacji Bojowej Polskiej Partii Socjalistycznej pod dowództwem Józefa Piłsudskiego dokonała napadu na rosyjski pociąg pocztowy.
W czasie II wojny światowej ludność żydowska została wymordowana podczas zagłady. Podczas zagłady niedaleko Bezdań znajdował się obóz pracy dla więźniów getta wileńskiego. Zginęło w nim co najmniej 350 osób.
Po zajęciu miejscowości przez Armię Czerwoną, spora część ludności polskiej miasteczka została przymusowo wysiedlona w ramach tzw. repatriacji.
Dzisiaj w Bezdanach nadal funkcjonuje dworzec kolejowy na linii z Wilna w stronę Ignaliny.
26 września 2023 odsłonięto tablicę upamiętniającą akcję pod Bezdanami.

## Demografia
W 1774 r. w Bezdanach mieszkało 10 rodzin.
- Wykres liczby ludności miasteczka Bezdany na przestrzeni ostatnich 110 lat

## Miasta partnerskie
- Miłomłyn
- Ełk
- Wieprz